# Goitein Baruch
Goitein Baruch (Benedikt) (1770 körül – Hőgyész, 1839. november 16.) hőgyészi rabbi, egyházi író.

## Élete
Hőgyészen volt huzamosabb ideig rabbi és kitűnő munkát írt Keszef Nivchor címen (Prága 1827-28. és több kiadás) a Talmudi módszertanról. A rabbinikus törvények analízise volt ez, visszavezetve a forrásokra, amelyeket pontosan megjelölt, azonkívül a törvények szellemét és azoknak praktikus alkalmazását is nyújtotta. A nehéz és bonyolult anyagot ritka világos stílusban mutatja be, amiért munkája máig nagy értékű. Goitein idős korában visszavonult a rabbihivataltól, amelyben örököse lett fia lett. 

## Családja
- Goitein Hermann Hirsch, szül. Hőgyészen 1805., megh. Hőgyészen 1860. hőgyészi rabbi
  - az ő utóda szintén fia volt: Goitein Elijáhu Menáchem, szül. Hőgyészen 1837., megh. Hőgyészen 1902 szept. 25. Két fia szerzett nagyobb hírnevet: 
    - Goitein Hirsch, szül. Hőgyészen 1863., megh. 1903. Koppenhágában, ahol rabbi volt. Műve: Optimismus und Pessimismus in der jüdischen Religions-philosophie.
    - Goitein Eduárd, rabbi Burgkunstadtban (Bajorország), műve: Das Vergeltungsprincip im biblischen und talmudischen Strafrecht (1893).